# Elektra (kavárna)
Kavárna Elektra je prvorepubliková ostravská kavárna. Nachází se v přízemí někdejšího společenského domu Hornický dům, na nároží Nádražní třídy a Umělecké ulice. Od 19. listopadu 1992 je památkově chráněna jako kulturní památka České republiky.

## Historie

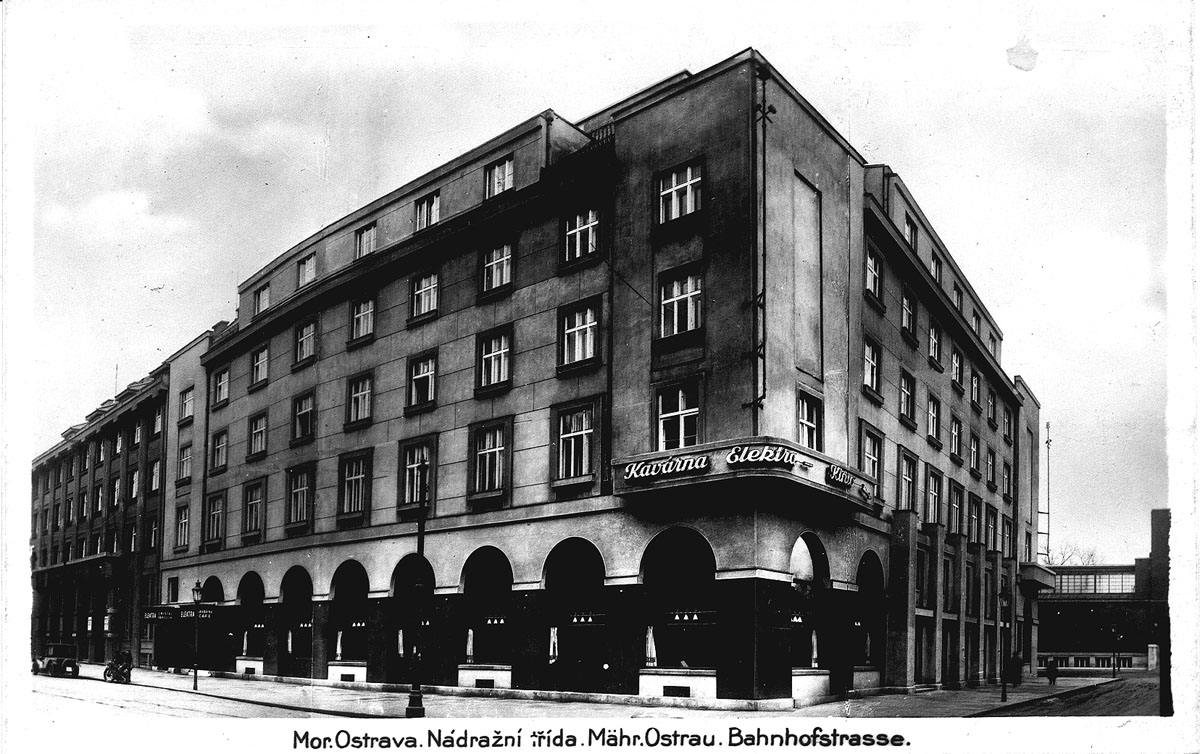
Kavárna Elektra počátkem 20. století

Hornický dům byl postaven z rozhodnutí revírní rady v letech 1924–1926. Projekt architektů Františka Koláře a Jana Rubého z roku 1923 je čtyřposchoďová budova s frontami do tří ulic (Jurečkova, Nádražní a Umělecká), ozdobená sochami horníků a tavičů z dílny Augustina Handzela. Přízemní kavárna byla otevřena 18. listopadu 1926. Roku 1930 byla vlivem přesunu přízně zákazníků k novým kavárnám Fenix a Savoy dočasně uzavřena. Mezi významné hosty patřili např. herci Oldřich Nový, Jiří Voskovec a Jan Werich. V provozu byla až do 31. března 2001.
V roce 2001 plánoval nový majitel domu, společnost Prosper Trading, vybudování autosalonu značky Jaguar. S tím však nesouhlasili ani orgány památkové péče, ani magistrát města Ostravy. V roce 2003 zde proto místo autosalonu vznikla načerno nezkolaudovaná restaurace Hacienda Mexikana (poté Comedor Mexicano). Ačkoliv po protestech veřejnosti a památkářů stavební úřad Moravské Ostravy a Přívozu udělil majiteli pokutu 300 tisíc korun a nařídil černou stavbu odstranit, po téměř dvou letech fungování ji nakonec zlegalizoval. Podle  Janiny Brychlecové z ostravského pracoviště Národního památkového ústavu byla tato stavební úprava pro prostory bývalé kavárny nevhodná a výrazně degradovala  hodnotu kulturní památky.
V listopadu  2011 se restaurace Comedor Mexicano odstěhovala na nedalekou Zámeckou ulici. V roce 2012 provedl nový nájemce J&T Banka sedm měsíců trvající rekonstrukci prostor včetně zásahů do nosných konstrukcí a v původních prostorách obnovil kavárnu kombinovanou s bankovní pobočkou. Podle architekta stavby Petra Hrůši bylo záměrem rekonstrukce zachovat styl připomínající prvorepublikový originál, přestože interiér je odlišný od původní kavárny. Součástí interiéru jsou mimo jiné zapůjčená umělecká díla ze sbírek sousedního Domu umění. Pro návštěvníky bude k dispozici zhruba padesát míst, přičemž jednotlivé stoly budou pojmenovány po známých osobnostech, které sem kdysi chodily. Kavárna je otevřena od pondělí do pátku.